# Riu Lijiang
El riu Lijiang (xinès tradicional: 灕江, xinès simplificat: 漓江, pinyin: Lí Jiāng, literalment 'riu Li'), també conegut com a riu Li, és el nom del curs superior del riu Gui al nord-oest de Guangxi, Xina. Forma part del sistema del riu Xijiang a la conca del riu Perla.
Neix a les muntanyes Mao'er, situades al comtat de Xi'an, i creua ciutats com Guilin, Yangshuo i Ping’le. Els seus 437 km d'extensió a través de la província de Guangxi flueix fins al comtat de Pingle, vorejat per muntanyes càrstiques, i finalitza a la desembocadura al riu Xi. El riu Lijiang és considerat com a famós atractiu turístic per la bellesa dels seus paisatges i la verdor de la seva riba.

Riu Lijiang
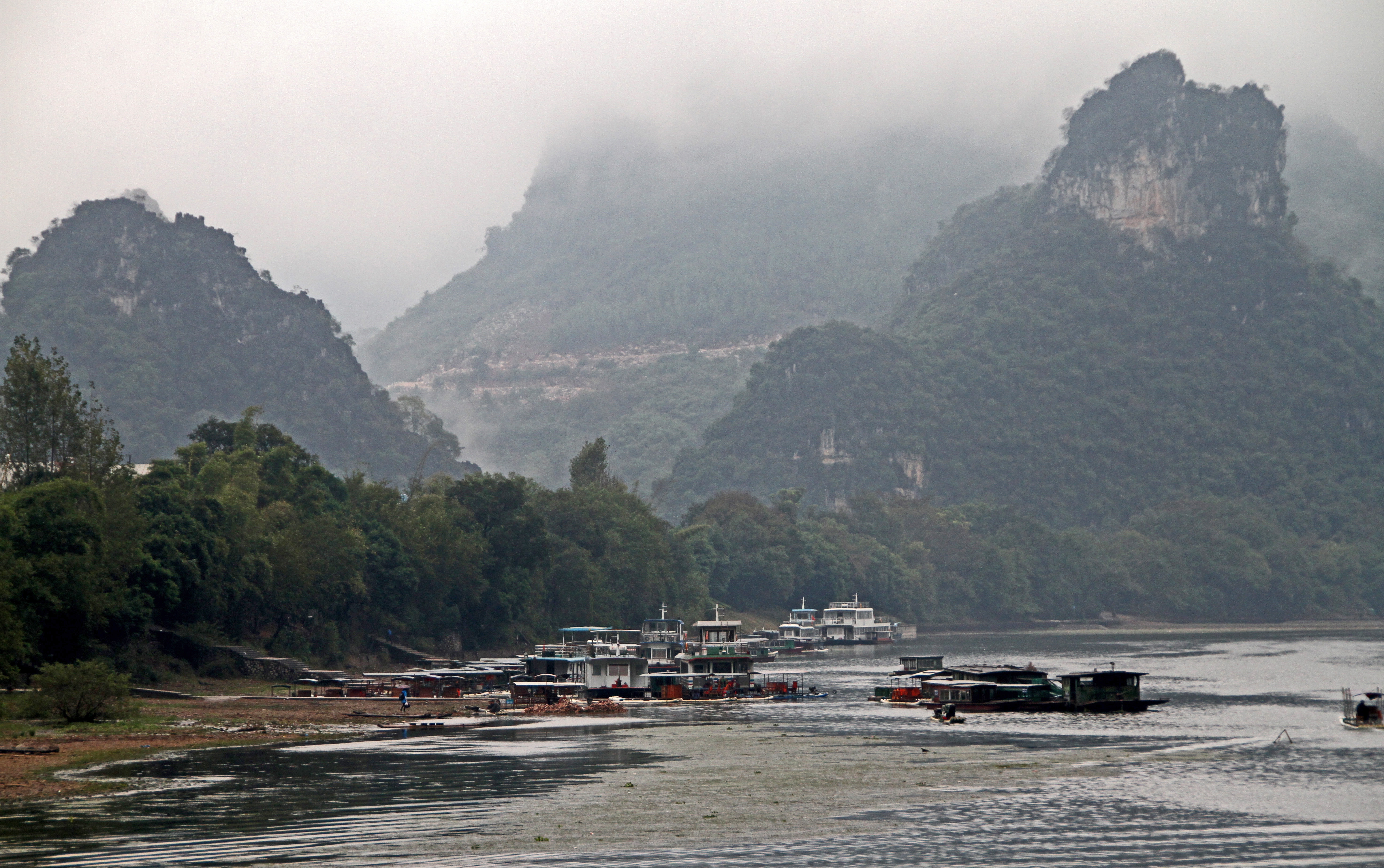
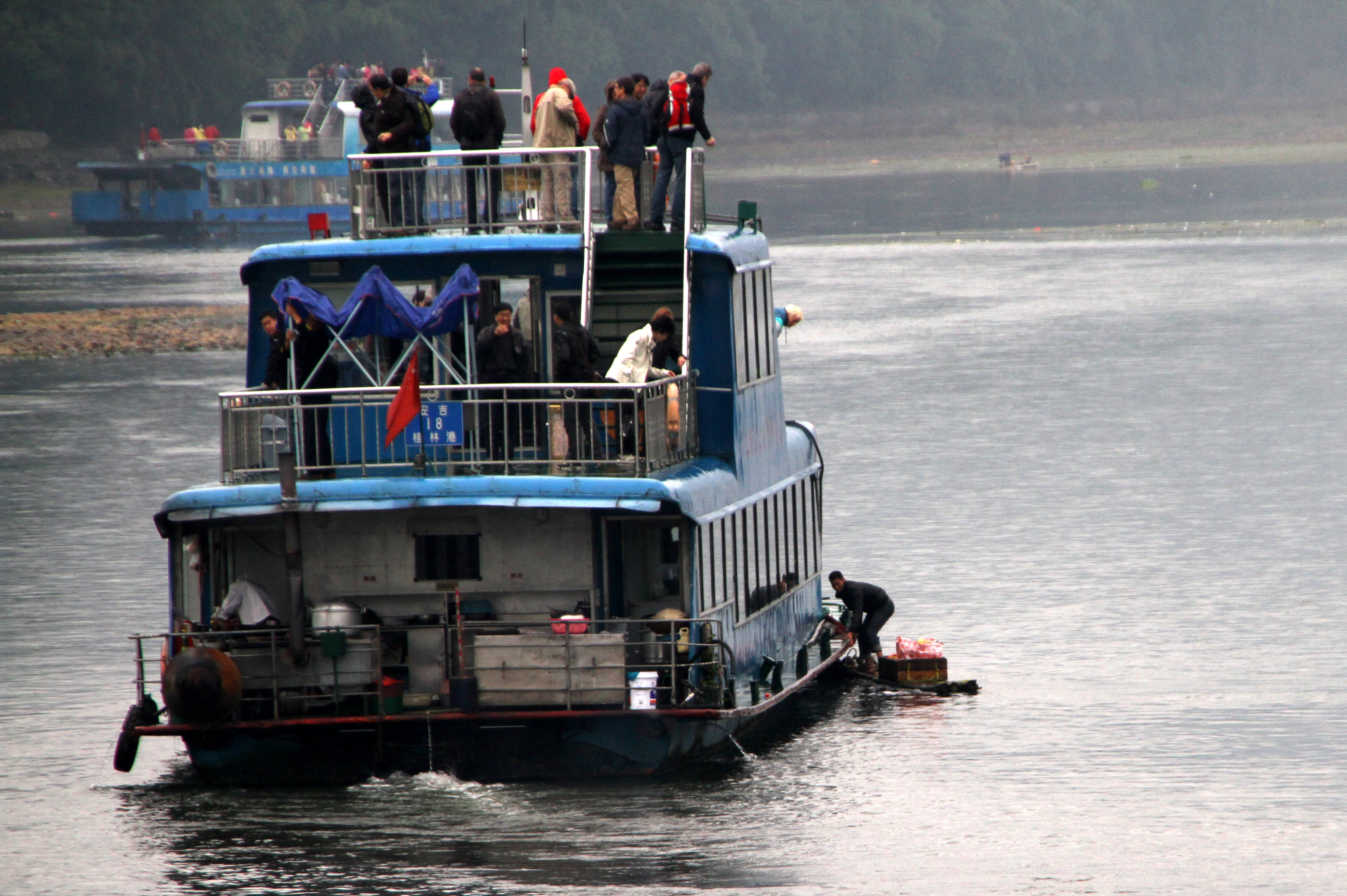
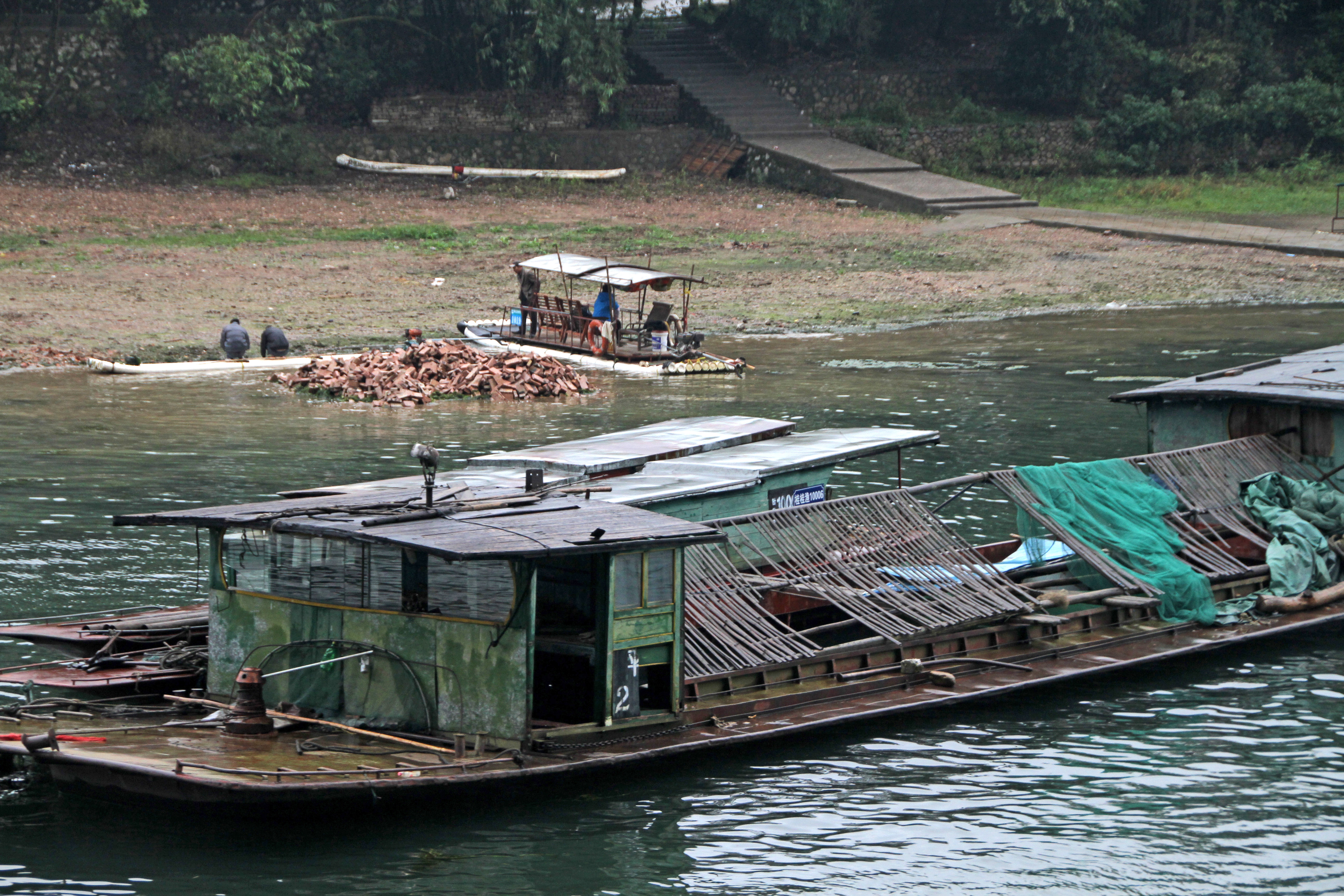
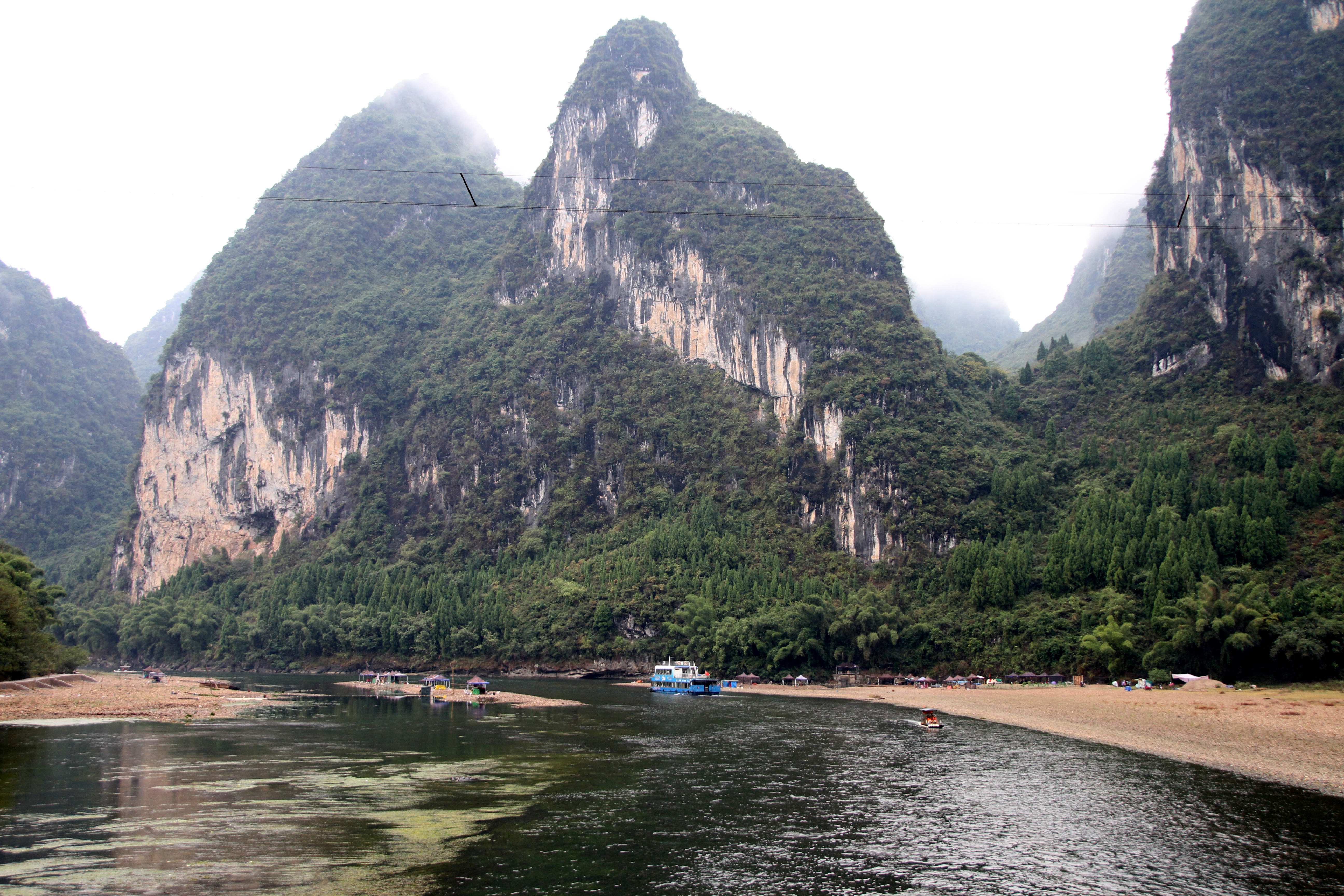
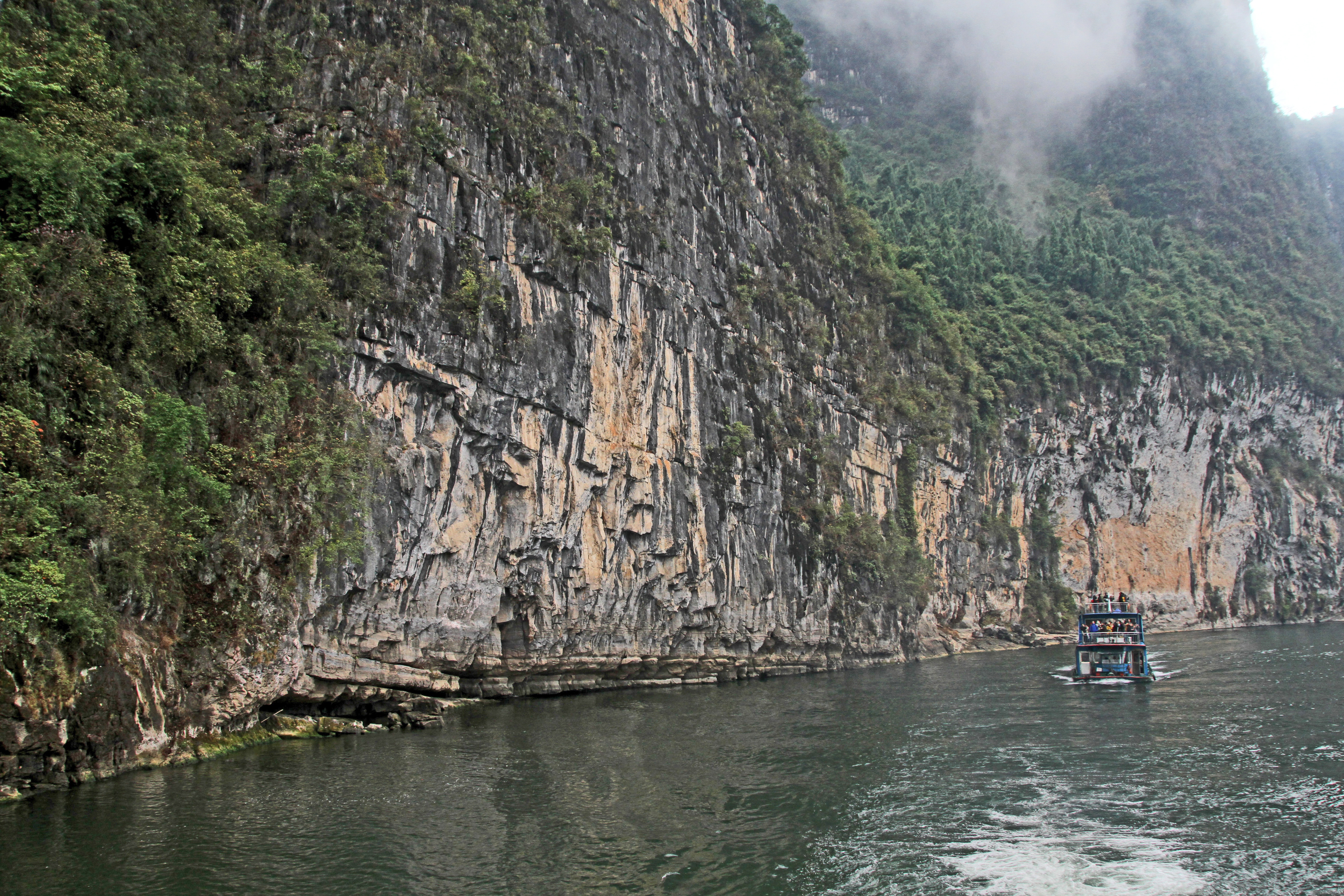
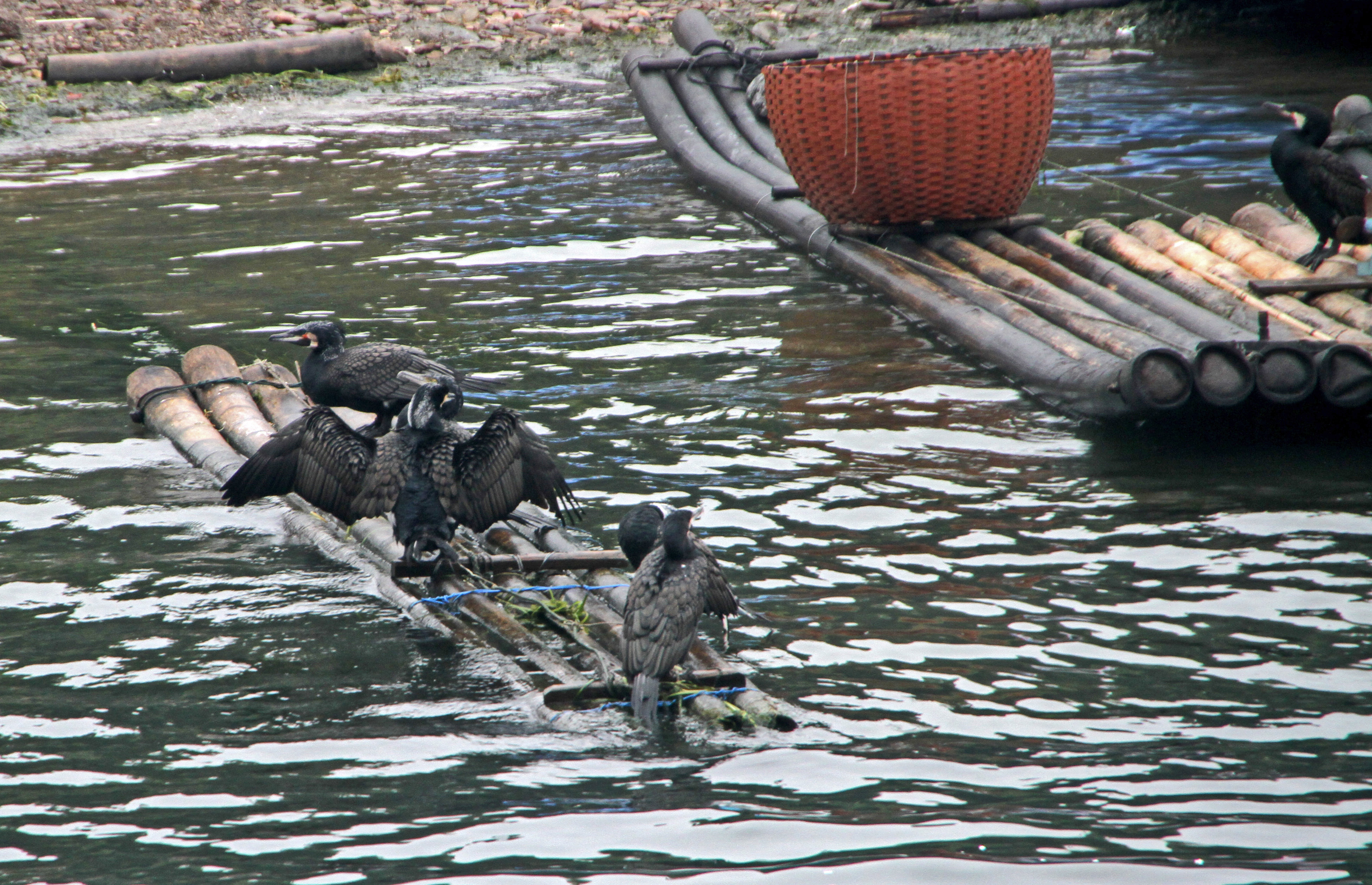
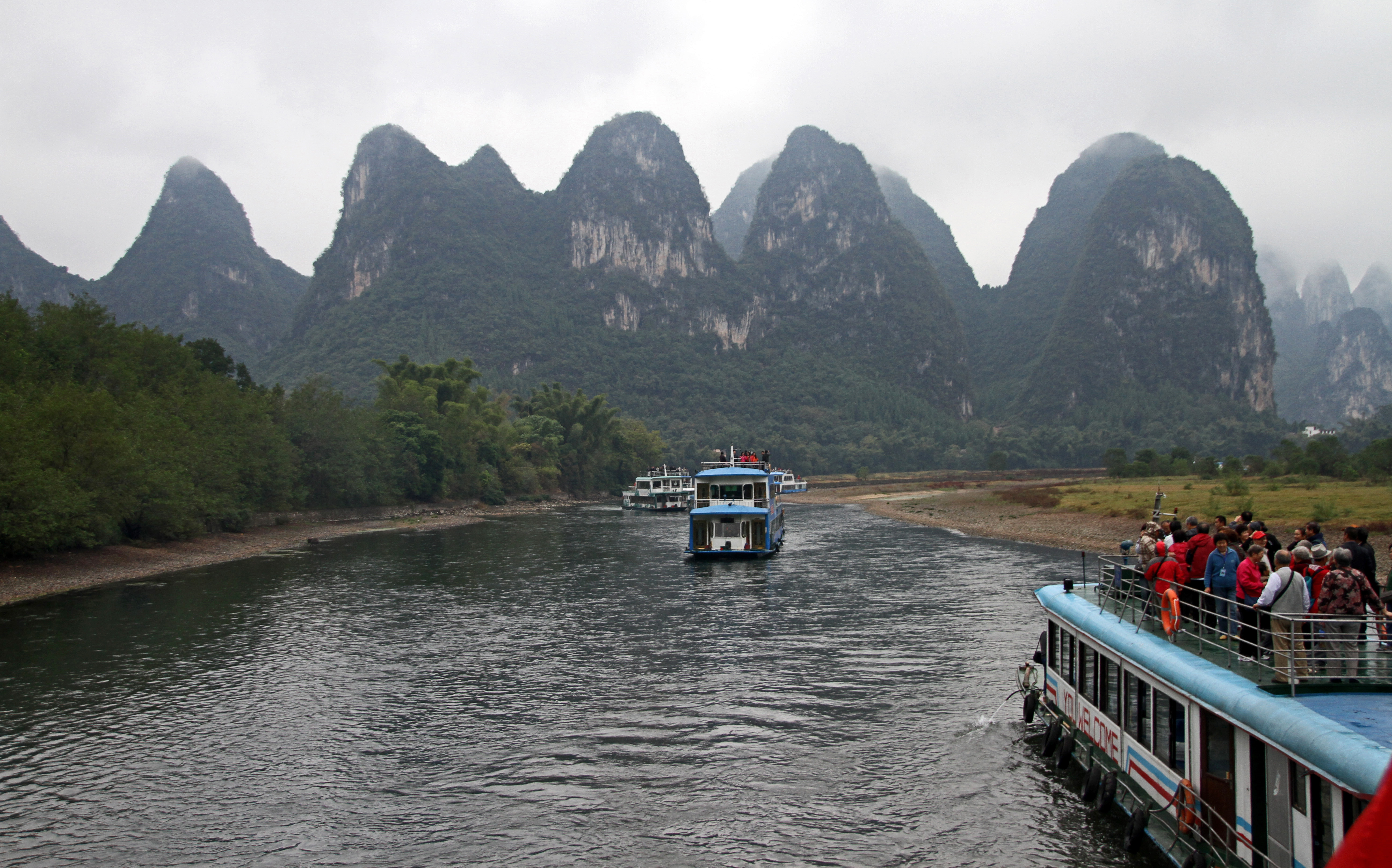